# Parafia św. Anny w Trzęsówce
Parafia św. Anny w Trzęsówce – parafia rzymskokatolicka z siedzibą w Trzęsówce, należy do  dekanatu Kolbuszowa Zachód w diecezji rzeszowskiej.
Parafia została erygowana w 1788 roku.
W Ostrowach Baranowskich znajduje się kościół filialny pw. Matki Bożej Częstochowskiej.

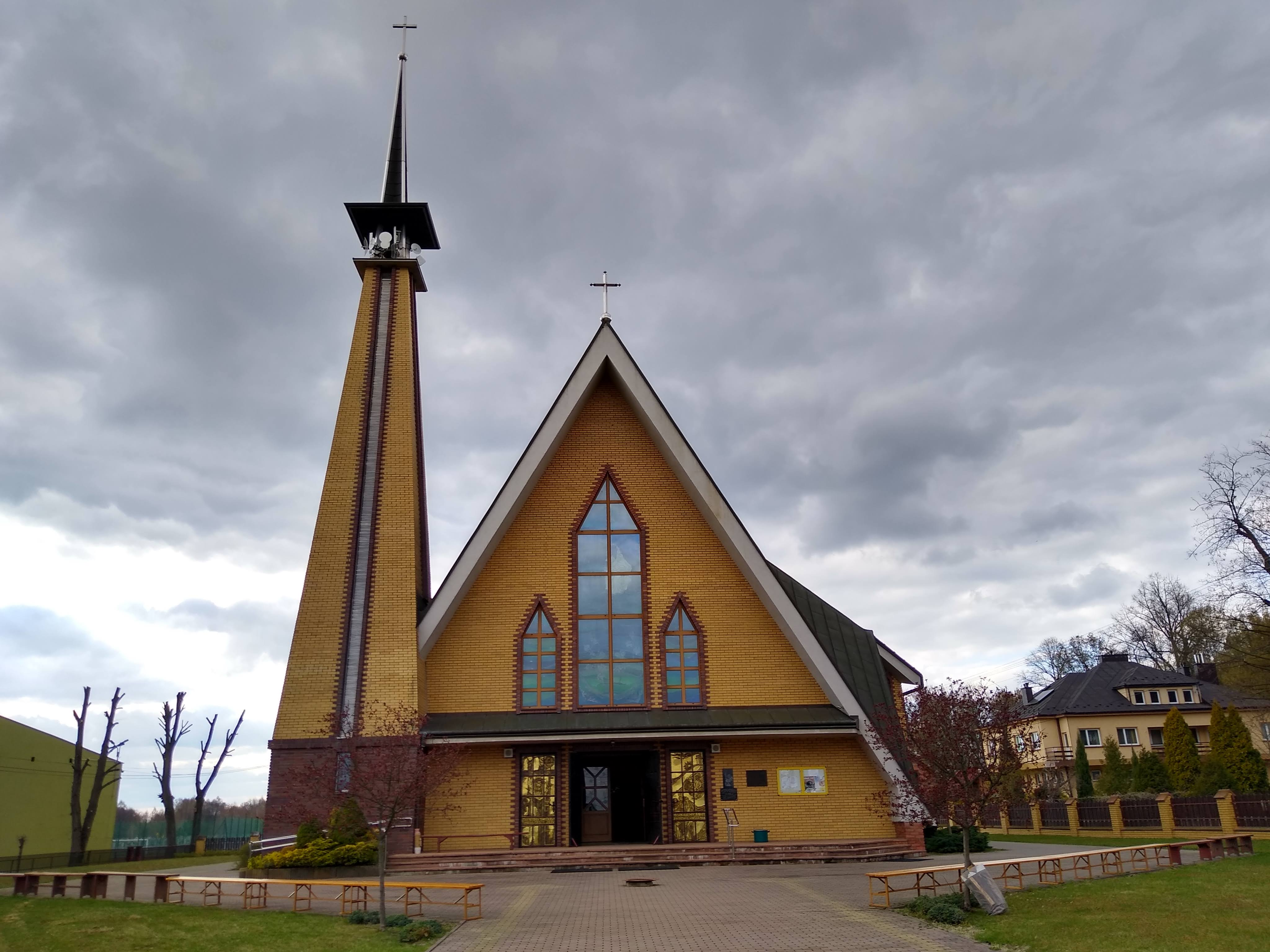
nowy kościół parafialny

## Zasięg parafii
Do parafii w Trzęsówce należy 2487 wiernych z miejscowości: Trzęsówka (bez przysiółka Kłodziny), Jagodnik, Kosowy (część – nr 121–187) i Ostrowy Baranowskie.